# ألفرد إي. دريسكول
ألفرد إي. دريسكول هو محامي وسياسي أمريكي، ولد في 25 أكتوبر 1902 في بيتسبرغ في الولايات المتحدة، وتوفي في 9 مارس 1975 في هادونفيلد في الولايات المتحدة. نشط حزبياً في الحزب الجمهوري. وقد انتخب عضو مجلس ولاية نيوجيرسي ‏ وانتخب حاكم نيو جيرسي ‏ (21 يناير 1947 – 19 يناير 1954).